# Bourseul
Bourseul (bretonisch Boursaout) ist eine französische Gemeinde mit 1.247 Einwohnern (Stand 1. Januar 2022) im Département Côtes-d’Armor in der Region Bretagne. Sie gehört zum Arrondissement Dinan und zum Kanton Plancoët. Die Bewohner nennen sich Bourseulais(es).

## Geografie
Bourseul liegt etwa 26 Kilometer südwestlich von Saint-Malo und 37 Kilometer östlich von Saint-Brieuc im Nordosten des Départements Côtes-d’Armor.

## Bevölkerungsentwicklung
| Jahr                       | 1793 | 1800 | 1806 | 1886 | 1911 | 1921 | 1962 | 1968 | 1975 | 1982 | 1990 | 1999 | 2006 | 2012 |
| Einwohner                  | 1347 | 1375 | 1271 | 1561 | 1509 | 1219 | 1060 | 1006 | 893  | 951  | 947  | 921  | 1009 | 1123 |
| Quellen: Cassini und INSEE |      |      |      |      |      |      |      |      |      |      |      |      |      |      |

Die zunehmende Mechanisierung der Landwirtschaft und die hohe Anzahl Gefallener des Ersten Weltkriegs führten zu einem Absinken der Einwohnerzahlen bis auf die Tiefststände in neuerer Zeit.

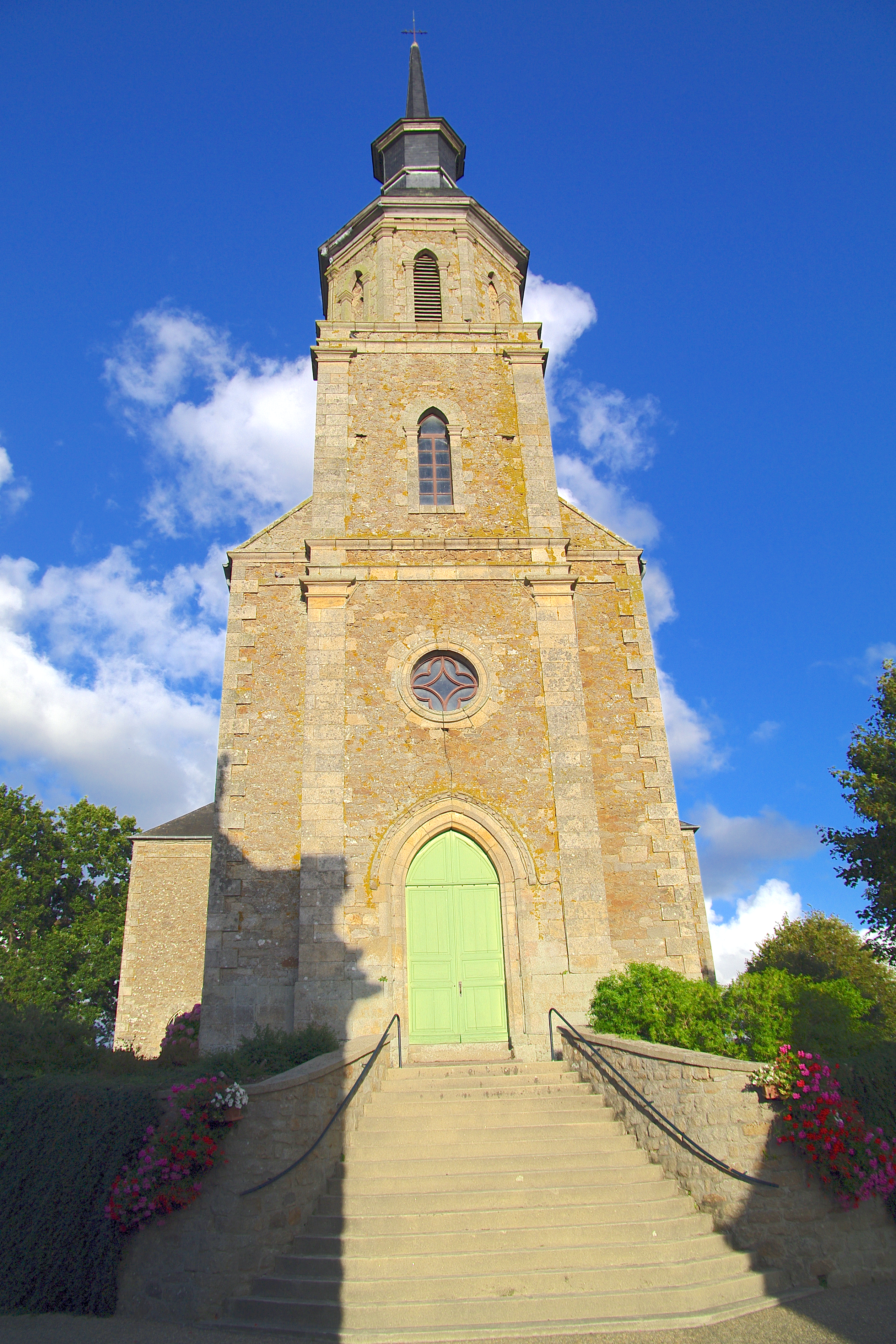
Kirche Saint-Nicodème

## Baudenkmäler
Siehe: Liste der Monuments historiques in Bourseul